# ألكسندر سوكار
ألكسندر نسيم سوكار كانوتي (بالإسبانية: Alexander Nasim Succar Cañote؛ مواليد 12 أغسطس 1995) هو لاعب كرة قدم بيروفي محترف يلعب كمهاجم لصالح نادي يونيفرسيداد سيزار فاليجو [الإنجليزية]
 والمنتخب البيروفي.

## المسيرة الكروية
لعب سوكار في صفوف الشباب في أكاديمية كانتولاو. في يناير 2014، تم التعاقد معه من قبل نادي سبورتينغ كريستال. خلال مرحلة أبيرتورا 2015، بسبب وجود فائض من المهاجمين في الفريق، تم إعارته إلى سيينسيانو، حيث سجل 3 أهداف. ثم عاد سوكار إلى كريستال، حيث لعب في مرحلتي الكلاوسورا والبلاي أوف، وخسر في النهاية في المباراة النهائية أمام إف بي سي ميلجار.
شارك في مرحلة أبيرتورا من موسم 2016 مع كريستال وتم إعارته إلى جامعة سانت مارتن لكلاوسورا، حيث حافظ على أداء جيد تحت قيادة المدير خوسيه ديل سولار. وفي نهاية الموسم، تم تمديد إعارة سكر لمدة عام آخر بهدف الحصول على مزيد من دقائق اللعب. سجل ما مجموعه 21 هدفًا خلال الفترة التي قضاها مع سان مارتن.
في يناير 2025، انضم سكر إلى جامعة سيزار فاليخو في دوري الدرجة الثانية البيروفي.

## المسيرة الدولية
ولد سكر في بيرو، وهو من أصل لبناني، وهو مؤهل للانضمام إلى منتخب بيرو ومنتخب لبنان. كما أنه متاح لتمثيل الولايات المتحدة بسبب جنسية والده الأمريكية.

### بيرو
خاض سوكار أول مباراة دولية له مع منتخب بيرو في 6 يونيو 2017، في مباراة ودية ضد باراجواي، وفاز 1–0.

### لبنان
في سبتمبر 2019، تواصل الاتحاد اللبناني لكرة القدم مع ألكسندر وشقيقه ماتياس للعب لصالح لبنان في تصفيات كأس العالم 2022 بسبب أصولهم اللبنانية. ومع ذلك، رفضوا الاستدعاء.
في 7 سبتمبر 2023، حصل سكر على الجنسية اللبنانية من أجل اللعب مع المنتخب اللبناني. وعلى الرغم من استدعائه للعب مع منتخب لبنان في مباراة ودية ضد الإمارات العربية المتحدة في 17 أكتوبر/تشرين الأول 2023، رفض نادي يونيفرسيتاريو دي ديبورتيس الذي يلعب له سكر إطلاق سراح اللاعب بسبب المخاوف الأمنية المتعلقة بحرب غزة في المنطقة.

## الحياة الشخصية
هاجر أجداد سكر من جهة الأب إلى بيرو من لبنان بالقارب. كانوا أصلا من بشري، لبنان. شقيق ألكسندر الأصغر، ماتياس، هو أيضًا لاعب كرة قدم محترف.

## الإنجازات
سبورتينغ كريستال
- الدوري البيروي: 2014، 2016

يونيفرسيتاريو
- دوري الدرجة الأولى البيروفي: 2023

## وصلات خارجية
لا توجد روابط لمواقع التواصل الاجتماعي.

- Alexander Succar على موقع قاعدة بيانات كرة القدم.إي يو (الإنجليزية)
- Alexander Succar على موقع ناشيونال فوتبول تيمز (الإنجليزية)
- Alexander Succar على موقع Soccerway.com (الإنجليزية)
- Alexander Succar على موقع AS.com (الإسبانية)
- ألكسندر سوكار على فرق كرة القدم الوطنية.كوم
- ألكسندر سوكار  على سكروي